# Romaní
|  | Aquest article tracta sobre la llengua. Si cerqueu la planta, vegeu «Romaní (planta)». |

La llengua romaní o romanó (estrictament i en romaní, "romaní" és la forma femenina de la paraula i "romanó" la masculina) pertany a la branca indoària de les llengües indoiranianes, subgrup dins de la família indoeuropea. Representa la llengua dels roma (gitanos), un poble que va sorgir ètnicament a l'Índia. Curiosament, el nom gitano deriva d'egiptano, a causa de l'errònia creença que els primers membres d'aquesta ètnia, que van penetrar a Europa a l'acabament de l'edat mitjana, procedien d'Egipte. La mateixa confusió es va produir en una llengua com l'anglès: Gypsy—Egyptian. Ja en època moderna, els estudis lingüístics han demostrat, pels seus trets comuns amb el sànscrit i la resta de dialectes indis, que el romaní és una llengua inconfusiblement indoària.

## Denominació
Els termes per a designar la llengua són diversos i molts tenen connotacions despectives, reflex de les situacions a què han estat sotmesos els seus locutors. Tanmateix, molts lingüistes prefereixen el terme romaní, puix que no en té, d'aquestes connotacions.

## Èxode romaní
La història dels gitanos és en gran part desconeguda. Es pensa que els gitanos van començar les seues migracions cap a l'oest de l'Índia a la primeria del segle xi. De llavors ençà, molts grups gitanos són nòmades. La gran quantitat de manlleus lèxics en la seua llengua (en particular del persa, l'armeni i el grec) forneix una indicació clara del curs dels seus viatges. Una primera onada va travessar Pèrsia en direcció a Turquia, la Rússia meridional i els Balcans, fins a arribar finalment Europa occidental en el segle xv. A aquesta, li'n va seguir una altra que, després de travessar Pèrsia i Síria, es va instal·lar en la conca del Mediterrani (d'ací procedeixen els gitanos de la península Ibèrica). El poble gitano va restar dividit per sempre i, d'ençà d'aleshores, viu dispers pel continent. Els gitanos han hagut de viure en territoris que no eren seus i en molts d'aquests llocs han estat mal acollits i discriminats. A causa d'aquesta dispersió, el romaní s'ha anat diversificant al llarg del temps i adquirint trets de les diverses llengües amb què han estat en contacte. Avui en dia, la població gitana es troba repartida per quasi tots els països d'Europa, i també ha arribat als EUA. La seva situació actual és molt crítica: encara que el nombre de parlants pugui semblar alt, la seva unitat és fràgil i corre el risc d'anar-se dissolent en altres llengües.
Els grups de població més importants es troben al Brasil (750.000), Bulgària (170.000), República Txeca i Eslovàquia (300.000), Hongria (300.000), Romania (150.000) i Grècia (70.000). No obstant això, la falta de suport administratiu en els distints països fa que el romaní vagi essent abandonat progressivament en favor de les respectives llengües locals.

## Dialectes i varietats

Dialectes del romaní

El romaní és una llengua molt fragmentada dialectalment (a 4, 5 o 7 grups), cosa que constitueix un dels seus problemes més grans. Algunes de les seves variants geogràfiques no són intel·ligibles entre si.
La mateixa paraula romaní deriva del terme gitano rom, que significa 'home'. Els seus distints dialectes varien considerablement, tenint en compte l'enorme influència de les llengües parlades en aquells països en què es van establir els gitanos. Les principals varietats locals de romaní són set: 
- romaní balcànic (Bulgària, Grècia, Moldàvia, Macedònia del Nord, Romania, Turquia, Ucraïna, Sèrbia i Montenegro);
- romaní gal·lès (Gal·les).
- romaní finès (Finlàndia).
- sinte (Àustria, Croàcia, República Txeca, França, Alemanya, Itàlia, Països Baixos, Polònia, Eslovènia, Suïssa, Sèrbia i Montenegro).
- romungro (República Txeca, Hongria, Polònia, Romania, Eslovàquia, Ucraïna);
- romaní bàltic (Belarús, Estònia, Letònia, Lituània, Polònia, Rússia, Ucraïna).

La seua literatura ha emprat els alfabets llatí i ciríl·lic, depenent de la filiació lingüística dels territoris a què van emigrar.
A Escandinàvia, les Illes Britàniques, la península Ibèrica i Grècia, el romaní pròpiament dit ha desaparegut, encara que els seus recursos lèxics han servit per a crear parles mixtes amb base en les llengües locals. D'esta manera, han sorgit variants com el rotwelsch, l'angloromaní, i el caló (d'on han passat paraules al català, com: xava, xaval, ful, halar, calés...), que és una mescla de lèxic romaní amb gramàtica catalana) i l'hel·lenoromaní, respectivament.

## Criolls generats a partir del romaní
Algunes comunitats parlen un romaní que ha estat tan influït per la llengua autòctona que ha deixat de ser romaní. D'aquesta manera, s'han generat noves llengües a partir del romaní, és el que s'anomena crioll. La majoria d'aquestes usen un lèxic romaní amb una base gramatical de l'altra llengua. Encara que també n'hi ha que combinen diversos aspectes d'ambdues llengües. També ha succeït que algunes comunitats gitanes han deixat de parlar el romaní i ara usen la llengua del lloc on viuen, però d'una manera molt especial. La parlen usant lèxic o característiques morfològiques del romaní. Tot i així, en aquest cas podem afirmar que parlen l'altra llengua i no pas un crioll, ja que usen la major part de trets d'aquesta, encara que en molts casos resulta dificultós de ser entesa per altres parlants de fora de la comunitat gitana.

## L'argot gitano
Els gitanos que parlen català han conservat diverses paraules i característiques morfològiques del romaní, les quals han entrat a formar part del llenguatge popular català. Com a restes de la morfologia del romaní tenim diversos sufixos, els quals presentem tot seguit amb exemples de mots d'argot gitano:
- -ipén: expressa el caràcter o la qualitat > catipén = pudor
- -o: indica gènere masculí > busnó = home
- -i: indica gènere femení > busní = dona

Quant al lèxic de l'argot gitano, aquí en mostrem alguns exemples:
- busnó, -i (home/dona)
- calés (diners)
- catipén (pudor)
- cruspir-se (menjar-se)
- dinyar-la (morir)
- guinyar-la (morir)
- halar [hәl'a(r)] (menjar)
- paio (persona desconeguda)
- pipa (pistola)
- xavó, -í (noi/noia)

## Distribució
| País                 | Parlants  | %    |
| -------------------- | --------- | ---- |
| Albània              | 90.000    | 95%  |
| Alemanya             | 85.000    | 70%  |
| Àustria              | 20.000    | 80%  |
| Bèlgica              | 10.000    | 80%  |
| Belarús              | 27.000    | 95%  |
| Bòsnia i Hercegovina | 40.000    | 90%  |
| Brasil               | 750.000   | 50%  |
| Bulgària             | 350.000   | 80%  |
| Croàcia              | 28.000    | 80%  |
| Dinamarca            | 1.500     | 90%  |
| Eslovàquia           | 300.000   | 60%  |
| Eslovènia            | 8.000     | 90%  |
| Espanya              | 1.000     | 1%   |
| Estònia              | 1.100     | 90%  |
| Finlàndia            | 3.000     | 90%  |
| França               | 215.000   | 70%  |
| Grècia               | 160.000   | 90%  |
| Hongria              | 260.000   | 50%  |
| Itàlia               | 42.000    | 90%  |
| Letònia              | 18.500    | 90%  |
| Lituània             | 4.000     | 90%  |
| Macedònia del Nord   | 215.000   | 90%  |
| Moldàvia             | 56.000    | 90%  |
| Països Baixos        | 7.000     | 90%  |
| Polònia              | 4.000     | 90%  |
| Regne Unit           | 1.000     | 0,5% |
| República Txeca      | 140.000   | 50%  |
| Romania              | 1.030.000 | 80%  |
| Rússia               | 405.000   | 80%  |
| Sèrbia i Montenegro  | 380.000   | 90%  |
| Suècia               | 9.500     | 90%  |
| Turquia              | 280.000   | 70%  |
| Ucraïna              | 113.000   | 90%  |